# چاینا اوربرایت
چاینا اوربرایت (انگلیسی: China Everbright) شرکت خدمات مالی چینی است، که در سال ۱۹۹۷ تأسیس شد.